# 8102 Yoshikazu
8102 Yoshikazu eller 1994 AQ2 är en asteroid i huvudbältet som upptäcktes den 14 januari 1994 av den japanska astronomen Takao Kobayashi vid Ōizumi-observatoriet. Den är uppkallad efter den japanske amatörastronomen Yoshikazu Kato.
Asteroiden har en diameter på ungefär 5 kilometer och den tillhör asteroidgruppen Koronis.